# Liste der Monuments historiques in Vaucouleurs
Die Liste der Monuments historiques in Vaucouleurs führt die Monuments historiques in der französischen Gemeinde Vaucouleurs auf.

## Liste der Immobilien
| Bezeichnung                     | Beschreibung | Standort                                     | Kennzeichnung | Schutzstatus | Datum     | Bild           |
| ------------------------------- | --- | -------------------------------------------- | ------------- | ------------ | --------- | -------------- |
| Château de Gombervaux           | Niederungsburg, zwischen 1338 und 1357 erbaut, im 17. Jahrhundert aufgegeben; Südflügel erhalten | nördlich der Stadt (Lage)                    | PA00106648    | Classé       | 1994      | weitere Bilder |
| Château de Vaucouleurs          | 1026 begonnen, im 13. und 14. Jahrhundert ausgebaut, 1544 durch die Truppen Karl V. zerstört, anschließend restauriert, 1792 als Nationalgut versteigert; erhalten: Krypta der Burgkapelle und Porte de France | Rue du Château, rue de l’Observatoire (Lage) | PA00106647    | Classé       | 1893 1953 | weitere Bilder |
| Tour du Roi                     | Turm der Stadtbefestigung, 13. Jahrhundert | Rue des Tours (Lage)                         | PA00106651    | Classé       | 1979      |                |
| Kirche St-Laurent               | zwischen 1780 und 1785 erbaut, Architekt François Nicolas Lancret | Rue Jeanne d’Arc (Lage)                      | PA00106649    | Classé       | 1990      | weitere Bilder |
| Stadtmauer und Tour des Anglais | aus der ersten Hälfte des 12. Jahrhunderts | Rue des Muets (Lage)                         | PA00106650    | Classé       | 1979      |                |

## Liste der Objekte
| Bezeichnung                                   | Beschreibung | Standort                        | Kennzeichnung | Schutzstatus   | Datum     | Bild |
| --------------------------------------------- | --- | ------------------------------- | ------------- | -------------- | --------- | ---- |
| Skulptur Heilige Johanna von Orleans          | Stein, 1946 von Maxime Réal del Sarte | in der Burgkapelle (Lage)       | PM55001180    | Classé         | 1997      |      |
| Chororgel                                     | Haupteintrag für PM55002738 | in der Kirche St-Laurent (Lage) | PM55002778    | Inscrit        | 1993      |      |
| Prospekt der Chororgel                        | 1874 von Alexandre Jacquet gebaut | in der Kirche St-Laurent (Lage) | PM55002738    | Inscrit        | 1993      |      |
| Gemälde Départ de Jeanne d'Arc de Vaucouleurs | Ölfarbe auf Leinwand, vergoldeter Holzrahmen, Ende des 19. Jahrhunderts, von Jean-Jacques Scherrer                                                               | im Hôtel de Ville (Lage)        | PM55001114    | Classé         | 1993      |      |
| Gedenktafel zum Bau der Kirche                | Blei, bezeichnet 1781 | in der Kirche St-Laurent (Lage) | PM55002717    | Inscrit        | 2010      |      |
| Zwei Kirchenstühle                            | Eichenholz, 18. Jahrhundert | in der Kirche St-Laurent (Lage) | PM55002715    | Inscrit        | 2010      |      |
| Orgel                                         | Ensemble aus PM55000638 und PM55002737 | in der Kirche St-Laurent (Lage) | PM55001414    | Classé Inscrit | 1989 1993 |      |
| Orgelprospekt                                 | 1866 von Jean-Frédéric II. Verschneider gebaut; gusseiserner Dekor aus den Fonderies de Vaucouleurs                                                              | in der Kirche St-Laurent (Lage) | PM55002737    | Inscrit        | 1993      |      |
| Instrumentalteil der Orgel                    | 1744 von Claude Moucherel für die Abtei St-Martin in Sorcy-Saint-Martin gebaut, 1822 nach Vaucouleurs verkauft; 1866 von Jean-Frédéric II. Verschneider umgebaut | in der Kirche St-Laurent (Lage) | PM55000638    | Classé         | 1989      |      |
| Ziborium                                      | Silber, vergoldet, zwischen 1819 und 1838 von Jean Salmon | in der Kirche St-Laurent (Lage) | PM55001113    | Classé         | 1993      |      |
| Sechs Kronleuchter                            | Gusseisen, zweite Hälfte des 19. Jahrhunderts, aus den Fonderies de Vaucouleurs                                                                                  | in der Kirche St-Laurent (Lage) | PM55002446    | Inscrit        | 1997      |      |
| Skulptur Notre-Dame-des-Voûtes                | Darstellung einer sitzenden Madonna mit Kind; Stein, 14. Jahrhundert                                                                                             | in der Burgkapelle (Lage)       | PM55000636    | Classé         | 1944      |      |
| Bank für den Gemeindevorstand                 | Eichenholz, zweite Hälfte des 18. Jahrhunderts | in der Kirche St-Laurent (Lage) | PM55002445    | Inscrit        | 1998      |      |
| Kruzifix                                      | Holz, 16. Jahrhundert | in der Kirche St-Laurent (Lage) | PM55002716    | Inscrit        | 2010      |      |
| Kanzel                                        | Holz, zweites Viertel des 18. Jahrhunderts | in der Kirche St-Laurent (Lage) | PM55000635    | Classé         | 1944      |      |
| Glocke Marie Françoise                        | Bronze, 1785 gegossen | in der Kirche St-Laurent (Lage) | PM55000637    | Classé         | 1989      |      |